# Ondes de choc
Pour l'émission sur la publicité, voir Culture Pub.
Pour les articles homonymes, voir Onde de choc (homonymie).
Ondes de choc (Strange Frequency) est une série télévisée américaine en 12 épisodes de 24 minutes, diffusée entre le 18 août et le 11 novembre 2001 sur VH1.
En France, la série a été diffusée entre le 14 septembre et le 15 octobre 2005 sur 13ème rue.

## Synopsis
Cette série est une anthologie d’histoires fantastiques présentées par Roger Daltrey. Les malheureux protagonistes de ces histoires angoissantes et macabres sont des rocks stars et leurs fans. Sa description est : Ne dit-on pas que le rock est la musique du diable ?

## Distribution
Plusieurs guest stars font leur apparition parmi lesquelles James Marsters, Charisma Carpenter, Martin Cummins, Eric Roberts, Illeana Douglas...

## Épisodes
1. Le dieu de la guitare (Soul Man)
2. Un après-midi sans fin (Cold Turkey)
3. La muse (Don’t Stop Believin’)
4. Vie et mort d’une rock star (Room Service )
5. Dans la peau d’une star (Instant Karma)
6. Génération rock (My Generation)
7. La clinique des miracles (A Change Will Do You Good)
8. L’enfer du disco (Disco Inferno)
9. Une célèbre destinée ('Time is on My Side)
10. La rançon de la gloire (More Than a Feeling)
11. Dance avec la mort (Don’t Fear the Reaper)
12. Rêves de star (Daydream Believer)